# Ruota di medicina

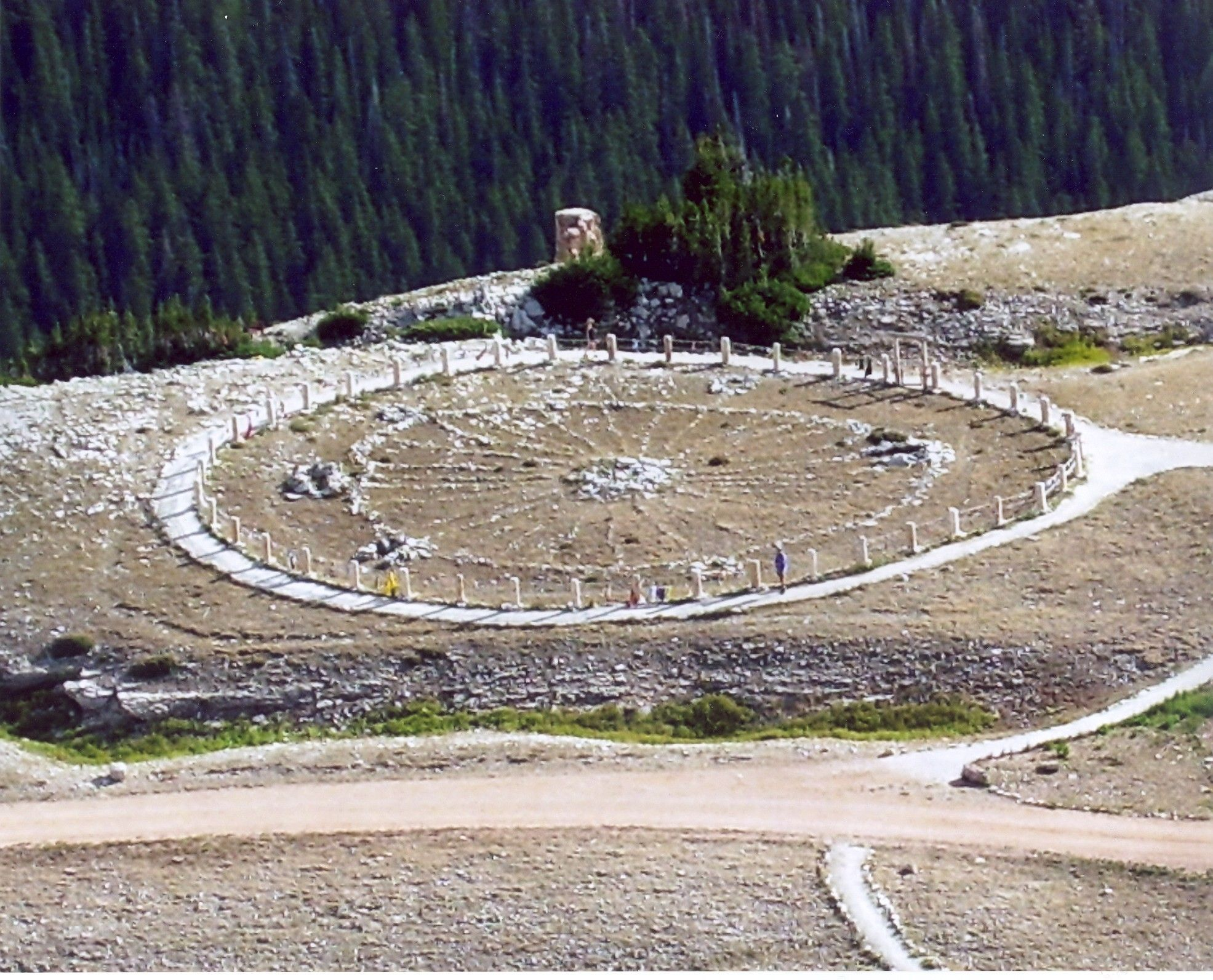
Ruota di medicina del Big Horn, sulle omonime Montagne del Wyoming negli Stati Uniti occidentali

Nella cultura degli Indiani d'America il termine medicina non si limita alla guarigione fisica del corpo come in occidente, ma indica invece il potere che si ottiene dalla conoscenza dei segreti dell'universo, compresi quelli riguardanti la salute spirituale. Così il termine sciamano è utilizzato solo dagli occidentali, mentre i loro uomini sacri sono detti "uomini di medicina" perché mediatori con il divino, fonte della conoscenza.

## Significato
Attraverso la conoscenza l'uomo ottiene la propria integrità, che porta giovamento sia all'anima che al corpo. La ruota di medicina è un cerchio con una croce al centro. Essa richiama sia il maṇḍala orientale che il simbolo della svastica. La ruota è un simbolo che richiama la natura dell'uomo, dell'universo e del Grande Spirito, ma, dato che il simbolo non è che una semplificazione, esso serve a far comprendere come non sia possibile descrivere qualcosa di incommensurabile come il divino, ma al tempo stesso aiuta ad avvicinarsi a esso. In altre parole, la ruota di medicina è lo specchio dell'unione tra uomo e universo, è il riflesso del divino, è il mezzo per comprendere le leggi cosmiche e morali.

## Simbologia
Una delle più antiche rappresentazioni della ruota si trova sulle montagne del Big Horn in Wyoming e risale a 200-500 anni or sono: costruita con pietre bianche, raggiunge un diametro di 28 metri.
La ruota simboleggia il movimento, lo scorrere del tempo, della vita e delle stagioni. Il centro è il simbolo del Grande Spirito, la croce simboleggia altresì l'albero cosmico che ha le sue radici sulla Terra e i rami verso il cielo. La croce indica inoltre le quattro sacre direzioni.
Il Sud simboleggia l'estate ed è l'infanzia. Il colore associato è il rosso, cioè il sangue, la vitalità. Simboleggia la forza fisica e la salute. È associato all'acqua, elemento che ha in sé una forte dualità: simbolo di vita e di morte. L'animale Totem è il topo, furbo e rapido nell'apprendere.
L'Ovest è il simbolo della Terra, del mondo materiale, della crescita. È associato all'autunno e il suo colore è il nero che assorbe tutti i colori e li protegge. Il nero è anche il colore delle Tende della Luna dove si ritiravano le donne durante il periodo mestruale. È l'età adulta e l'animale Totem è il Grizzly con la sua forza.
Il Nord è simbolo della vecchiaia, dell'inverno e della saggezza. Il colore è il bianco che somma tutti i colori della luce ed è pertanto simbolo di integrità e di conoscenza. L'animale Totem è il Bisonte che si sacrifica per la vita dell'uomo e gli fornisce ciò di cui ha bisogno.
L'Est è la primavera, la nascita alla nuova vita dopo la morte, ed è associato al colore giallo, al fuoco, alla vitalità. Simboleggia l'illuminazione e l'animale Totem è l'Aquila che fra tutte le creature è quella che si avvicina di più al Sole.